# Michałowo (Bartoszyce)
Michałowo (deutsch Mäckelburgs, 1938 bis 1945 Mäckelburg) war ein Ort in der polnischen Woiwodschaft Ermland-Masuren. Seine Ortsstelle gehört zur Bereich der Gmina Bartoszyce (Landgemeinde Bartenstein) im Powiat Bartoszycki (Kreis Bartenstein (Ostpr.)).

## Geographische Lage
Die Ortsstelle Michałowos liegt in der nördlichen Mitte der Woiwodschaft Ermland-Masuren. Die frühere und heute auf russischem Territorium gelegene Kreisstadt Friedland (russisch Prawdinsk) liegt 35 Kilometer in nordwestlicher Richtung, die heutige Kreismetropole Bartoszyce (deutsch Bartenstein) liegt 13 Kilometer in nordwestlicher Richtung entfernt.

## Geschichte
Bei dem einst Stinklack – nach 1412 Meckelburg und vor 1912 Mäckelburgs – genannten Ort handelte es sich um ein Gut. Ab 1874 war es als Gutsbezirk in den Amtsbezirk Beyditten (polnisch Bajdyty) im ostpreußischen Kreis Friedland (ab 1927: „Kreis Bartenstein“) eingegliedert. Im Jahre 1910 zählte Mäckelburgs 50 Einwohner.
Am 1. November 1928 gab Mäckelburgs seine Eigenständigkeit auf und schloss sich mit den Nachbargutsbezirken Bellienen (polnisch Bieliny), Beyditten (Bajdyty) und Groß Sonnenburg (Drawa) zur Landgemeinde Beyditten zusammen. Als Ortsteil von Beyditten wurde Mäckelburgs im Juni/Juli 1938 in „Mäckelburg“ umbenannt.
Im Jahre 1945 kam Mäckelburg in Kriegsfolge mit dem gesamten südlichen Ostpreußen zu Polen. Der Ort erhielt die polnische Namensform „Michałowo“ und bestand noch mehrere Jahre lang. Dann aber verliert sich seine amtliche Spur, der Name findet keine Erwähnung mehr und dürfte als in Bieliny (Belliennen) aufgegangen und damit als offizieller Ort untergegangen sein. Seine Ortsstelle gehört zum Gebiet der Landgemeinde Bartoszyce (Bartenstein) im Powiat Bartoszycki (Kreis Bartenstein (Ostpr.)) in der Woiwodschaft Ermland-Masuren.

## Religion
Christentum
Bis 1945 war Mäckelburgs resp. Mäckelburg in die evangelische Dorfkirche Groß Schwansfeld (polnisch Łabędnik) in der Kirchenprovinz Ostpreußen der Kirche der Altpreußischen Union, außerdem in die römisch-katholische Kirche St. Bruno in Bartenstein im damaligen Bistum Ermland eingepfarrt.

## Verkehr
Die Ortsstelle Michałowos liegt laum noch erkennbar an einer Nebenstraße, die bei Galiny an der polnischen Landesstraße 57 (einstige deutsche Reichsstraße 128) abzweigt und bis nach Bajdyty (Beyditten) verläuft.